# Hide TRIBUTE SPIRITS
『hide TRIBUTE SPIRITS』（ヒデ・トリビュート・スピリッツ）は、hideのトリビュート・アルバム。1999年5月1日にUNLIMITED RECORDS/ポニーキャニオンよりリリースされた。

## 概要
1998年5月2日に急逝した日本の音楽家であり、X JAPANのギタリストであるhideへの追悼の意を込め、一周忌にあたる1999年5月1日に、リリース。トリビュート・アルバムとしては史上唯一のミリオンセラーを記録している。アルバム全体のマスタリングを小野誠彦が担当している。

## 収録曲
全作詞・作曲：hide
1. Introduction
「EYES LOVE YOU」のピアノソロ。
2. ROCKET DIVE（布袋寅泰）
歌詞カードに記載はないが、布袋からhideへのメッセージと思しき歌詞が加えられている。当初BUCK-TICKが本曲を手掛ける予定だったが、同郷の先輩である布袋に譲るという経緯があった。
hideはBOØWY時代から布袋のファンであり、1994年にX JAPANで出演した「GME'94 AONIYOSHI」より交流が始まっている。ちなみにhide with Spread BeaverのCHIROLYNは布袋のツアーにも参加しており、ライブを観覧したhideから打ち上げの席で「『LONELY★WILD』のベースラインのノリが違う」とダメ出しを受けたこともある[1]。
3. Beauty & Stupid（清春、SHOJI）
清春は黒夢解散後の初レコーディング音源となった。（Sadsは同年7月デビュー）。なお、清春はhideとの面識は無かったという[注 1]。
4. TELL ME（kyo&TETSU）
D'ERLANGER再結成前のタイミングの両メンバーはhideがX参加以前に在籍したバンド、横須賀サーベルタイガーの元メンバー。ギターは元THE MAD CAPSULE MARKET'Sの石垣愛、ベースは元DIE IN CRIES・現BUGの金内孝史が弾いている。hideは生前、この曲のドラムはTETSUに叩いてもらいたいと語っていたという。
5. ピンク スパイダー（SIAM SHADE）
6. LEMONed I Scream（shame）
7. ピンク スパイダー（コーネリアス）
本作中唯一のリミックス作品。他のトリビュート参加者が概ね原曲の印象を忠実に解釈して演奏する中で異彩を放つ[2]。歌詞カードのコメントにて「「ピンク」の部分に触発された」とコーネリアスが語っており、女性の卑猥な声などがサンプリングされている。
hideとコーネリアスは『音楽と人』94年11月号の対談で初顔合わせながら意気投合し、その後hideはコーネリアスのリミックス・アルバム『96/69』に「HEAVY METAL THUNDER」という曲のリミックスで参加している。
8. FLAME（ZEPPET STORE）
元々この曲はhideがZEPPET STOREに触発され「MISERY」を再構築したもの。
9. SCANNER（LUNA SEA）
RYUICHIはシングル「TELL ME」のC/W曲でhideとデュエットしており、歌うのは2回目となる。2008年5月4日のhide memorial summitにて初めて演奏された。
10. DOUBT’99（BUCK-TICK）
hideの出演が予定されていたライヴイベント「beautiful monsters tour」にBUCK-TICKが出演した際、セットリストの1曲目に選ばれた。
11. ever free（TRANSTIC NERVE）
12. 限界破裂（OBLIVION DUST）
13. MISERY（GLAY）
本曲のライブバージョンがGLAYのシングル「HAPPINESS -WINTER MIX-」に収録され、アルバム『rare collectives vol.1』に本作のバージョンとライブバージョンの両方が収録されている。
14. CELEBRATION（I.N.A,PATA,heath featuring hide）
元はXのアルバム『BLUE BLOOD』収録曲。ボーカルトラックはhideが生前に残していたデモ音源が使用されている。また、生前のライブでも拡声器を用いて歌われていた。このアルバム唯一のhideボーカルの曲で、現在他のhideのアルバムには収録されていない。
15. GOOD-BYE（YOSHIKI）
ピアノとストリングスで構成されたインストゥルメンタル。

## 参加ミュージシャン
1. Introduction
2. ROCKET DIVE
  - 布袋寅泰 - ボーカル、ギター、ベース、キーボード、バッキング・ボーカル
  - ワタナベノブタカ - プログラミング、オーディオエディット
  - RYO TAGUCHI - バッキング・ボーカル
3. Beauty & Stupid
  - 清春 - ボーカル
  - SHOJI - ギター、ベース、コンピュータ・プログラミング、キーボード
  - 増田隆宣 - キーボード
  - 中尾昌文 - コンピュータ・プログラミング
4. TELL ME
  - kyo - ボーカル、コーラス
  - TETSU - ドラムス
  - 石垣愛 - ギター
  - 金内孝史 - ベース
  - 富樫春生 - キーボード
  - 木本ヤスオ - シンセサイザー・マニピュレーター
  - 井上秀樹 - コーラス
5. ピンク スパイダー（SIAM SHADE）
  - HIDEKI - ボーカル
  - KAZUMA - ボーカル、ギター
  - DAITA - ギター
  - NATIN - ベース
  - 淳士 - ドラムス
6. LEMONed I Scream
  - Cutt - ボーカル、ギター
  - TAKEYA - ギター
  - Kosyo - ベース
  - Kazutomo - ドラムス
7. ピンク スパイダー（CORNELIUS）
  - 小山田圭吾 - オール・インストゥルメント
  - 美島豊明 - キーボード、プロツールス
8. FLAME
  - 木村世治 - ボーカル、ギター
  - 中村雄一 - ベース
  - 柳田英輝 - ドラムス
  - 赤羽根謙二 - ギター
9. SCANNER
  - RYUICHI - ボーカル
  - SUGIZO - ギター
  - INORAN - ギター
  - J - ベース
  - 真矢 - ドラムス
10. DOUBT'99
  - 櫻井敦司 - ボーカル
  - 今井寿 - ギター、ノイズ、ボーカル
  - 星野英彦 - ギター
  - 樋口豊 - ベース
  - ヤガミトール - ドラムス
  - 横山和俊 - マニピュレート、キーボード、ノイズ
11. ever free
  - TAKA - ボーカル
  - TAL - ギター
  - MASATO - ギター
  - RYO - ベース
  - MASAKI - ドラムス
12. 限界破裂
  - KEN LLOYD - ボーカル
  - KAZ IWAIKE - ギター
  - RIKIJI MASUDA - ベース
  - SOUTA OOFURUTON - ドラムス
13. MISERY
  - TAKURO - ギター
  - HISASHI - ギター
  - JIRO - ベース
  - TERU - ボーカル
  - Toshi Nagai - ドラムス
  - 小森"sk55"茂生 - キーボード
14. CELEBRATION featuring hide
  - I.N.A - プログラミング
  - Pata - ギター
  - heath - ベース
  - YUKIHIKO "田" TANABE - キーボード
15. GOOD-BYE
  - YOSHIKI - ピアノ